# Сима Юе
Сима Юе (спрощ.: 司馬岳; піньїнь: Sima Yue; 322 —17 листопада 344) — 8-й імператор з династії Цзінь і 4-й володар епохи Східна Цзінь у 342–344 роках.

## Життєпис

### Молоді роки
Походив з імператорського роду Сима. Був сином імператора Сима Шао. 326 року став князем У, а 327 — князем Лан'є. У 326–329 роках під час заворушень був заручником воєначальника Су Цзуна. Втім суттєвої ролі у політиці не відігравав. Зважаючи на його слабкість, могутні роди імперії запропонували імператорові Чень-ді зробити Сима Юе спадкоємцем трону, що й відбулось 342 року. Того ж року Чен-ді помер і Сима Юе вступив на трон під іменем Кань-ді.

### Правління
Значний вплив зберігав канцлер Юй Бін. У 343 році Кань-ді вирішив напасти на царство Пізня Чжао, щоб відвоювати втрачені території. Керувати військом було доручено дядькові імператора Ю І. Але останній не проводив значних бойових дій, обмежевшись прикордонними незначними битвами. У підсумку витрачені значні сили й кошти на підготовку військової кампанії виявилися марними. У 344 році Кань-ді тяжко захворів. Перед смертю призначив свого сина Сима Даня спадкоємцем трону.